# نیروهای مسلح بریتانیا
نیروهای مسلح بریتانیا (به انگلیسی: British Armed Forces) رسماً نیروهای مسلح اعلی‌حضرت (به انگلیسی: His Majesty's Armed Forces) که به نیروهای مسلح تاج هم شناخته می‌شوند و از لحاظ قانونی نیروهای مسلح تاج و تخت سلطنت هستند. هم‌اکنون فرماندهی کل قوا بر عهده چارلز سوم، پادشاه وقت بریتانیا است. وزارت دفاع بریتانیا، مسئولیت اداره نیروهای مسلح بریتانیا را برعهده دارد. کنترل نیروهای مسلح نیز بر عهده ستاد مشترک نیروهای مسلح بریتانیا است که هم‌اکنون توسط ادمیرال تونی راداکین اداره می‌شود.
نیروهای مسلح بریتانیا، نیروهای نظامی متحدی هستند که مسئول دفاع از بریتانیا، سرزمین‌های فرادریایی و سرزمین‌های تحت‌الحمایه آن می‌باشند. آنها همچنین منافع گسترده‌تر بریتانیا را ترویج می‌دهند، از تلاش‌های بین‌المللی برای حفظ صلح حمایت می‌کنند و کمک‌های بشردوستانه ارائه می‌دهند.
از زمان تشکیل پادشاهی بریتانیا در سال ۱۷۰۷ (که بعدها تحت عنوان پادشاهی بریتانیا و ایرلند و در نهایت پادشاهی بریتانیا و ایرلند شمالی جایگزین شد) نیروهای مسلح بریتانیا در اکثر جنگ‌های بزرگ با حضور قدرت‌های بزرگ جهان، از جمله جنگ هفت‌ساله، جنگ استقلال آمریکا، جنگ‌های ناپلئونی، جنگ کریمه، جنگ جهانی اول و جنگ جهانی دوم حضور داشته‌اند. پیروزی‌های بریتانیا در اکثر این جنگ‌ها به آن اجازه داد تا بر رویدادهای جهانی تأثیر بگذارد و خود را به‌عنوان یکی از قدرت‌های نظامی و اقتصادی پیشرو در جهان تثبیت کند. نیروهای مسلح بریتانیا شامل سازمان‌های زیر است: نیروی دریایی سلطنتی؛ یک نیروی دریایی با ناوگانی متشکل از ۶۲ کشتی عملیاتی و فعال، به همراه سپاه تفنگداران دریایی سلطنتی؛ یک نیروی پیاده‌نظام سبک آبی-خاکی متخصص؛ ارتش بریتانیا؛ شاخه اصلی جنگ زمینی بریتانیا و نیروی هوایی سلطنتی؛ یک نیروی هوایی پیشرفته از نظر فناوری با ناوگان عملیاتی متنوع متشکل از هواپیماهای بال‌ثابت و چرخشی. نیروهای مسلح بریتانیا شامل نیروهای دائمی، ذخیره منظم، ذخیره داوطلب و ذخیره پشتیبانی است.
پادشاه چارلز سوم؛ پادشاه بریتانیا، فرمانده کل قوای بریتانیا است و به‌عنوان فرمانده نیروهای مسلح شناخته می‌شود و افسران و پرسنل به او سوگند وفاداری یاد می‌کنند. با این حال، کنوانسیون قانون اساسی، با اعمال حق سلطنتی، اختیارات اجرایی را در عمل به نخست‌وزیر و وزیر دفاع واگذار کرده است. نخست‌وزیر (به همراه کابینه) تصمیمات کلیدی در مورد استفاده از نیروهای مسلح را اتخاذ می‌کند. پارلمان بریتانیا، طبق الزام لایحه حقوق ۱۶۸۹، حداقل هر پنج سال یک بار با تصویب قانون نیروهای مسلح، ادامه حیات نیروهای مسلح بریتانیا را تأیید می‌کند. فقط یک «ارتش دائمی» نیاز به تأیید مجدد پارلمان دارد؛ نیروی دریایی سلطنتی، نیروی هوایی سلطنتی و سپاه تفنگداران دریایی سلطنتی و سایر نیروها شامل این الزام نمی‌شوند. نیروهای مسلح توسط شورای دفاع مدیریت می‌شوند.
بریتانیا یکی از پنج قدرت هسته‌ای شناخته شده، عضو دائم شورای امنیت سازمان ملل متحد، عضو بنیانگذار و پیشرو ناتو و ترتیبات دفاعی پنج قدرت بزرگ جهانی است. پادگان‌ها و تأسیسات آموزشی خارج از کشور بریتانیا در جزیره آسنشن، بحرین، بلیز، برمودا، قلمرو اقیانوس هند بریتانیا، برونئی، کانادا، قبرس، جزایر فالکلند، آلمان، جبل الطارق، کنیا، مونتسرات، نپال، قطر، سنگاپور و ایالات متحده قرار دارند.